# Zelotes mazumbai
Zelotes mazumbai FitzPatrick, 2007 è un ragno appartenente alla famiglia Gnaphosidae.

## Etimologia
Il nome della specie deriva dalla località tanzaniana di rinvenimento degli esemplari: Mazumbai.

## Caratteristiche
Questa specie non è stata attribuita a nessun gruppo: si distingue dalle altre per i lunghi margini laterali e anteriori della piastra dell'epigino e per la forma particolare dei dotti mediani.
L'olotipo femminile rinvenuto ha lunghezza totale è di 6,25mm; la lunghezza del cefalotorace è di 2,50mm; e la larghezza è di 2,00mm.

## Distribuzione
La specie è stata reperita nella Tanzania orientale: l'olotipo femminile è stato rinvenuto a Mazumbai, località dei Monti Usambara, appartenenti alla regione di Tanga.

## Tassonomia
Al 2016 non sono note sottospecie e dal 2007 non sono stati esaminati nuovi esemplari.